# Vuelta a Cundinamarca
La Vuelta a Cundinamarca (oficialmente: Vuelta a Cundinamarca - Indeportes Cundinamarca) es una competencia ciclística regional colombiana por etapas (Cat. Nacional) de duración menor a una semana que recorre el departamento de Cundinamarca y es organizada por la Liga de Ciclismo de dicho departamento. Está entre las carreras principales del ciclismo colombiano junto al Tour Colombia, la Vuelta a Colombia, el Clásico RCN, la Vuelta a Boyacá, la Vuelta al Valle del Cauca y la Vuelta a Antioquia
La primera edición oficial se corrió en 1974, sin embargo se tienen registros de la realización de una "Vuelta a Cundinamarca" en 1955 ganada por el ciclista Benjamín Jiménez y un intento de realizar una segunda edición en 1959.
Desde su primera edición oficial, en 1974, la competencia se corrió bajo la denominación de "Clásica de Cundinamarca", denominación que por disposición de la Federación Colombiana de Ciclismo cambió en 1996 al de "Vuelta a Cundinamarca".
El primer ganador fue el boyacense Norberto Cáceres. Los ciclistas con más ediciones ganadas son José Patrocinio Jiménez y Luis Alberto González con tres victorias cada uno.
A partir del año 2010 se corre de manera paralela a cada edición, la Vuelta a Cundinamarca Femenina, con un recorrido menor siendo la primera ganadora la también boyacense Lorena Colmenares. La ciclista con más ediciones ganadas con dos victorias es la bogotana Liliana Moreno.

## Palmarés

### Masculino
| Año       | Ganador                 | Segundo                | Tercero                 |
| --------- | ----------------------- | ---------------------- | ----------------------- |
| 1974      | Norberto Cáceres        | Álvaro Gómez Bedoya    | Julio Alberto Rubiano   |
| 1975      | Julio Alberto Rubiano   | Norberto Cáceres       | Plinio Casas            |
| 1976      | Norberto Cáceres        | Victor Ladino          | Filadelfo Camacho       |
| 1977      | Julio Alberto Rubiano   | Rafael Antonio Niño    | José Alfonso López      |
| 1978      | José Patrocinio Jiménez | Álvaro Pachón          | Luis Enrique Murillo    |
| 1979-1980 | No disputada            | No disputada           | No disputada            |
| 1981      | José Patrocinio Jiménez | Heriberto Urán         | Alfonso Flórez          |
| 1982      | No disputada            | No disputada           | No disputada            |
| 1983      | José Patrocinio Jiménez | Edgar Corredor         | Ramón Tolosa            |
| 1984      | Fabio Enrique Parra     | Pacho Rodríguez        | Martín Ramírez          |
| 1985      | Fabio Enrique Parra     | Samuel Cabrera         | Carlos Mario Jaramillo  |
| 1986      | Edgar Corredor          | Heriberto Urán         | Álvaro Lozano           |
| 1987      | Reynel Montoya          | Omar Hernández         | Óscar de Jesús Vargas   |
| 1988      | Luis Alberto González   | Héctor Patarroyo       | Pacho Rodríguez         |
| 1989      | Pacho Rodríguez         | Fabio Hernán Rodríguez | Augusto Triana          |
| 1990      | Pacho Rodríguez         | Luis Alberto González  | Gustavo Wilches         |
| 1991      | Néstor Mora             | Ángel Yesid Camargo    | Pablo Wilches           |
| 1992      | Luis Alberto González   | Alberto Camargo        | Hernán Patiño           |
| 1993      | Luis Alberto González   | Álvaro Sierra          | José Jaime González     |
| 1994      | Efraín Rico             | Álvaro Sierra          | Héctor Castaño          |
| 1995      | Javier de Jesús Zapata  | Luis Alberto González  | Libardo Niño            |
| 1996      | Ángel Yesid Camargo     | Jairo Hernández        | Luis Espinosa           |
| 1997      | Dubán Ramírez           | Germán Ospina          | Israel Ochoa            |
| 1998      | Israel Ochoa            | Álvaro Sierra          | Iván Ramiro Parra       |
| 1999      | Ángel Yesid Camargo     | Libardo Niño           | Raúl Montaña            |
| 2000      | Uberlino Mesa           | Israel Ochoa           | Javier de Jesús Zapata  |
| 2001      | Ismael Sarmiento        | Daniel Rincón          | Marlon Pérez            |
| 2002      | Miguel Ángel Sanabria   | Daniel Rincón          | Johnny Ruiz             |
| 2003      | Javier Alberto González | Javier de Jesús Zapata | Marlon Pérez            |
| 2004      | Álvaro Sierra           | Hernán Darío Muñoz     | Walter Fernando Pedraza |
| 2005      | No disputada            | No disputada           | No disputada            |
| 2006      | Diego Calderón          | Alexis Castro          | Wilson Marentes         |
| 2007      | Daniel Rincón           | Wilson Marentes        | Rafael Aníbal Montiel   |
| 2008      | Santiago Ojeda          | Álvaro Sierra          | John Martínez           |
| 2009      | Óscar Sevilla           | Iván Ramiro Parra      | Javier Alberto González |
| 2010      | Libardo Niño            | Robinson Chalapud      | Álvaro Yamid Gómez      |
| 2011      | Freddy Montaña          | Fernando Camargo       | Víctor Niño             |
| 2012      | Alejandro Ramírez       | John Martínez          | Rodolfo Torres          |
| 2013      | Luis Alberto Largo      | Fernando Camargo       | José Salazar            |
| 2014      | Freddy Montaña          | Fernando Camargo       | José Rujano             |
| 2015      | Óscar Mauricio Pachón   | Rafael Infantino       | Hernando Bohórquez      |
| 2016      | Fabio Montenegro        | Freddy Montaña         | Óscar Javier Rivera     |
| 2017      | Álvaro Yamid Gómez      | Diego Calderón         | Rubén Darío Acosta      |
| 2018      | Wildy Sandoval          | Miguel Ángel Reyes     | Rubén Acosta            |
| 2019      | Fabio Duarte            | Nicolás Paredes        | Yerson Sánchez          |
| 2021      | Marlon Garzón           | Javier Jamaica         | Yerzon Sánchez          |
| 2023      | Rafael Pineda           | Rodrigo Contreras      | Jhonatan Chaves         |

### Femenino
| Año  | Ganadora              | Segunda                | Tercera               |
| ---- | --------------------- | ---------------------- | --------------------- |
| 2010 | Lorena Colmenares     | Flor Marina Delgadillo | Serika Gulumá         |
| 2011 | Lorena Vargas         | Ana Cristina Sanabria  | Nury Torres           |
| 2012 | Ana Cristina Sanabria | Laura Lozano           | Lorena Vargas         |
| 2013 | No disputada          | No disputada           | No disputada          |
| 2014 | Leidy Natalia Muñoz   | Laura Lozano           | Lorena Beltrán        |
| 2015 | Luz Adriana Tovar     | Jeniffer Medellín      | Ana Cristina Sanabria |
| 2016 | Liliana Moreno        | Ana Cristina Sanabria  | Estefanía Herrera     |
| 2017 | Liliana Moreno        | Ana Cristina Sanabria  | Lorena Colmenares     |
| 2018 | Yolanda Valderrama    | Tatiana Ducuara        | Laura Castillo        |
| 2019 | Lilibeth Chacón       | Luz Adriana Tovar      | Yelitza Hernández     |

## Estadísticas
Los ciclistas que aparecen en negrita siguen activos.
| Ciclista                | Victorias | Años             |
| ----------------------- | --------- | ---------------- |
| José Patrocinio Jiménez | 3         | 1978, 1981, 1983 |
| Luis Alberto González   | 3         | 1988, 1992, 1993 |
| Norberto Cáceres        | 2         | 1974, 1976       |
| Julio Alberto Rubiano   | 2         | 1975, 1977       |
| Fabio Enrique Parra     | 2         | 1984, 1985       |
| Pacho Rodríguez         | 2         | 1989, 1990       |
| Freddy Montaña          | 2         | 2011, 2014       |

| Ciclista       | Victorias | Años       |
| -------------- | --------- | ---------- |
| Liliana Moreno | 2         | 2016, 2017 |